# Tinnoset Station
Tinnoset Station (Tinnoset stasjon) er en tidligere jernbanestation på Tinnosbanen, der ligger i bebyggelsen Tinnoset i Notodden kommune i Norge. Stationen fungerede som endestation for banen med færgehavn, hvorfra der sejlede jernbanefærger til Mæl Station på Rjukanbanen.
Stationen åbnede sammen med Tinnosbanen 9. august 1909. Den stadig eksisterende stationsbygning blev opført i træ i nationalromantisk stil efter tegninger af Thorvald Alstrup. Stationen var bemandet indtil 27. maj 1988. Persontrafikken på Tinnosbanen blev indstillet 1. januar 1991 og godstrafikken 5. juli samme år, efter at produktionen i Rjukan var blevet nedlagt. Banen eksisterer dog stadig, og Tinnoset fremgår stadig af Jernbaneverkets stationsoversigt.
I nærheden af stationen er der et slæbested for vedligeholdelse af jernbanefærgerne.